# Рейнольдс, Норман
Норман Рейнольдс (англ. Norman Reynolds) (26 марта 1934 — 6 апреля 2023) — британский художник-постановщик и арт-директор, наиболее известный своей работой над оригинальной трилогией «Звёздных войн» и фильмом «Искатели утраченного ковчега».
При шести номинациях на премию «Оскар» он выиграл её два раза: победными были «Звёздные войны»(в 1978 году) и первая серия «Индианы Джонса» — «В поисках утраченного ковчега» (в 1982 году).

## Карьера
Норман Рейнольдс родился 26 марта 1934 года в районе Уиллесден на северо-западе Лондона в семье валлийцев и учился в художественной школе в Уэльсе. Затем Рейнольдс нашёл работу в лондонской рекламной фирме и завязал ранние контакты с кинематографом в качестве ассистента в британском отделении MGM.
Он работал на производителя световых вывесок, когда ему поручили создать вывески для фильма Нормана Панамы «Дорога в Гонконг» (1962), шестой и последней части серии «Дорога на...» с Бобом Хоупом, Бингом Кросби и Дороти Ламур в главных ролях, и он решил подать заявку на работу в кинодизайне. Через год он начал работать в Elstree Studios в качестве дизайнера в фильме Генри Левина «Летим со мной» (1963), который снималася в основном на самолёте внутри студии, а вокруг висели «большие пухлые облака из ваты».
Далее Рейнольдс был задействован в качестве помощника арт-директора или простого декоратора в таких фильмах, как «Шаровая молния» Теренса Янга (1965), «Битва за Британию» Гая Хэмилтона (1969), «Герои Келли» Брайана Дж. Хаттона (1970), «Цеппелин» Этьена Перье (1971), «Тёплый декабрь» Сидни Пуатье (1973), «Фаза 4» Сола Басса (1974) и «Пятый мушкетёр» Кена Эннакина (1979). Он также разработал декорации для популярного британского криминального телесериала «Святой» (1962—1969). Там ему помогал его молодой коллега из Уэльса Лесли Дилли.
К началу 1970-х Рейнольдс смог зарекомендовать себя как главный декоратор. Его дизайн для биографического фильма Ричарда Флейшера о Саре Бернар «Несравненная Сара» (1976) принёс Рейнольдсу его первую номинацию на премию «Оскар» за лучшую работу художника-постановщика в 1977 году.

### «Звёздные войны», «Супермен» и «Индиана Джонс»
Затем он отправился в Голливуд, чтобы спроектировать здания для научно-фантастического фильма Джорджа Лукаса «Звёздные войны» (1977). Вместе с ним отправился его коллега Лесли Дилли. За их работу арт-директоров в «Звёздных войнах», Рейнольдс, Дилли, а также их коллеги художник-постановщик Джон Бэрри и художник по декорациям Роджер Кристиан получили по «Оскару» в 1978 году.
В последующий период Рейнольдс вместе с Дилли разработал декорации для множества блокбастеров. К ним относятся экранизация комиксов Ричарда Доннера о Супермене (1978) и его продолжение (1980).
Рейнольдс сделал свою самую известную работу в качестве художника-постановщика для сиквелов «Звездных войн» «Империя наносит ответный удар» Ирвина Кершнера (1980) и «Возвращение джедая» Ричарда Маркуанда (1983); в первом фильме в его обязанности входило проектирование огромной морозильной камеры, освещенной полосами оранжевого света и окутанной дымом, где Хан Соло (Харрисон Форд), в конце фильма оказывается в анабиозе. Также запомнилась гнилая болотная планета Дагоба, где Люк Скайуокер (Марк Хэмилл) получает наставления в Силе от Йоды (Фрэнк Оз). Для этой сырой декорации Рейнольдс залил пол студии, посадил большое количество вьющейся лозы, известной как «борода старика», и заставил машину с сухим льдом работать дольше. За его работу в «Империи» и «Джедае», Рейнольдс был номинирован на «Оскар» третий и пятый раз в 1981 и 1984 году соответственно.
В качестве соавтора и исполнительного продюсера фильма «Искатели утраченного ковчега» (1981), первого во франшизе Индианы Джонса, Джордж Лукас порекомендовал Рейнольдса режиссёру фильма Стивену Спилбергу. Среди его конструкций была бесценная статуя золотого идола в прологе. Для этого, Рейнольдс окрасил и модифицировал сувенир, найденный в сувенирном магазине аэропорта в Мексике, а также огромный валун, который почти сплющил Индиану Джонса (Харрисон Форд), и заросший паутиной полуразрушенный храм в джунглях, через который он катится на огромной скорости. За «Искателей» Рейнольдс (вместе с Дилли и Майклом Д. Фордом) получил свой второй «Оскар» и четвёртую номинацию в 1982 году.

### Поздние фильмы
После успеха «Возвращения джедая» Рейнольдс работал над «Возвращением в страну Оз» Уолтера Мёрча и «Молодым Шерлоком Холмсом» Барри Левинсона (оба в 1985), для «Холмса» Рейнольдс построил версию Лондона конца XIX века в Elstree Studios, включая застывшую копию частей Темзы; он также нашёл локации в Итонском колледже, замке Бивер-Касл в Грантеме и колледже Рэдли в Оксфордшире.
Он снова работал со Спилбергом над экранизацией автобиографического романа Дж. Г. Балларда "Империя солнца (1987), действие которой происходит в Китае во время и сразу после Второй мировой войны. За этот фильм Рейнольдс получил его шестую и последнюю номинацию на «Оскар» в 1988 году.
Поздние фильмы включали также третью часть из серии «Чужой» (1992), снятой Дэвидом Финчером, для которой Рейнольдс создал липкую атмосферу спартанских, искусственно светлых-холодных мастерских, «Лунные горы» Боба Рейфелсона, «Авалон» Барри Левинсона (оба в 1990), «Девственно чистая память» Мика Джексона (1994), «Миссия невыполнима» Брайана Де Пальмы (1996) и «Сфера» Барри Левинсона (1998).
Рейнольдс снял два эпизода телесериала 1980-х годов «Удивительные истории»: «Собрание желудей» и «Конкурс тыкв». Он был режиссёром отдела спецэффектов: Лос-Анджелес в «Изгоняющем дьявола III» Уильяма Питера Блэтти (1990) и режиссёром второго блока в «Живых» Фрэнка Маршалла (1993).
Последней работой Рейнольдса на экране стал фильм «Двухсотлетний человек» (1999), в котором Робин Уильямс снялся в роли робота, развивающего человеческие эмоции. Это был не самый приятный опыт, поскольку Рейнольдс чувствовал, что режиссёр Крис Коламбус сосредоточил большую часть своей силы на исполнителях и мало на визуальных элементах.

## Личная жизнь и смерть
Норман Рейнольдс и его жена Энн имеют трех дочерей и живут в Челтнеме. Он часто скрывал свою работу, говоря, что работает на бисквитной фабрике. Рейнольдс умер 6 апреля 2023 года в возрасте 89 лет.

## Награды и номинации
| Премия   | Категория                            | Год  | Работа                        | Результат | Пр.    |
| -------- | ------------------------------------ | ---- | ----------------------------- | --------- | ------ |
| «Оскар»  | Лучшая работа художника-постановщика | 1977 | Несравненная Сара             | Номинация | [ 5 ]  |
| «Оскар»  | Лучшая работа художника-постановщика | 1978 | Звёздные войны                | Победа    | [ 6 ]  |
| «Оскар»  | Лучшая работа художника-постановщика | 1981 | Империя наносит ответный удар | Номинация | [ 7 ]  |
| «Оскар»  | Лучшая работа художника-постановщика | 1982 | Искатели утраченного ковчега  | Победа    | [ 9 ]  |
| «Оскар»  | Лучшая работа художника-постановщика | 1984 | Возвращение джедая            | Номинация | [ 8 ]  |
| «Оскар»  | Лучшая работа художника-постановщика | 1988 | Империя солнца                | Номинация | [ 10 ] |
| «Сатурн» | Лучшая работа художника-постановщика | 1978 | Звёздные войны                | Победа    |        |
| BAFTA    | Лучшая работа художника-постановщика | 1981 | Империя наносит ответный удар | Номинация | [ 15 ] |
| BAFTA    | Лучшая работа художника-постановщика | 1982 | Искатели утраченного ковчега  | Победа    | [ 16 ] |
| BAFTA    | Лучшая работа художника-постановщика | 1984 | Возвращение джедая            | Номинация | [ 17 ] |
| BAFTA    | Лучшая работа художника-постановщика | 1989 | Империя солнца                | Номинация | [ 18 ] |

## Фильмография

### Арт-директор
- Маленький принц (1974)
- Лавка древностей[англ.] (1975)
- Лодка «Счастливая леди»[англ.] (1975)
- Несравненная Сара[англ.] (1976)
- Звёздные войны (1977)
- Супермен (1978)
- Супермен II (1980)
- Супермен II: Версия Ричарда Доннера (2006)

### Художник-постановщик
- Империя наносит ответный удар (1980)
- Искатели утраченного ковчега (1981)
- Возвращение джедая (1983)
- Возвращение в страну Оз (1985)
- Молодой Шерлок Холмс (1985)
- Империя солнца (1987)
- Лунные горы (1990)
- Авалон (1990)
- Чужой 3 (1992)
- Живые (1993)
- Девственно чистая память (1994)
- Миссия невыполнима (1996)
- Сфера (1998)
- Двухсотлетний человек (1999)

## Заметки
1. ↑  Позже названный «Индиана Джонс: В поисках утраченного ковчега»
2. ↑  Позже названные как «Звёздные войны. Эпизод IV: Новая надежда»
3. ↑  Позже названные как «Звёздные войны. Эпизод V: Империя наносит ответный удар»
4. ↑  Позже названные как «Звёздные войны. Эпизод VI: Возвращение джедая»
5. ↑  совместно с Эллиотом Скоттом
6. ↑  совместно с Джоном Бэрри, Лесли Дилли и Роджером Кристианом
7. ↑  совместно с Лесли Дилли, Гарри Ланжем, Аланом Томкинсом и Майклом Д. Фордом
8. ↑  совместно с Лесли Дилли и Майклом Д. Фордом
9. ↑  совместно с Фредом Хоулом, Джеймсом Л. Шоппе и Майклом Д. Фордом
10. ↑  совместно с Гарри Кордуэллом
11. ↑  совместно с Лесли Дилли